# SAMPA
SAMPA é a sigla de Speech Assessment Methods Phonetic Alphabet (Alfabeto fonético dos métodos de avaliação da fala) é um sistema de escrita fonético, legível por computadores que usam o conjunto de caracteres ASCII de 7 bits. Tem como base o Alfabeto fonético internacional (AFI).
Foi desenvolvido originalmente no final da década de 1980 pelo ESPIRIT da antiga Comunidade Econômica Europeia. O máximo possível de caracteres IPA foi adotado. Quando isso não era possível, outros sinais disponíveis são usados. Por exemplo, [@] corresponde ao e do português europeu, como na palavra doce, [2] ao som vocálico da palavra francês deux, e [9] para a vogal do neuf francês.
Hoje, oficialmente, SAMPA foi desenvolvido para todos os sons dos idiomas seguintes:
| - Alemão - Árabe - Búlgaro - Cantonês - Croata - Dinamarquês - Escocês - Eslovaco - Espanhol | - Estoniano - Francês - Grego - Hebraico - Holandês - Húngaro - Inglês - Italiano - Norueguês | - Polonês - Português - Romeno - Russo - Sueco - Tai - Checo - Turco |

Os símbolos ["s6~p6] representam a pronúncia do nome SAMPA em português. Assim como o IPA, o SAMPA é geralmente escrito entre colchetes ou barras, que não fazem parte do alfabeto e somente indicam que este é fonético ao invés de um texto comum.

## Desvantagens do SAMPA
A tabela SAMPA só é válida para o idioma ao qual ela foi adaptada. Há conflitos entre tabelas de idiomas diferentes. O que significa que o SAMPA não é capaz de representar em ASCII todo o IPA. Para contornar o problema, foi criado o X-SAMPA (SAMPA estendido) que provê uma única tabela independentemente de idioma.
O SAMPA for criado como alternativa para solucionar a impossibilidade das codificações de texto de representar os símbolos do IPA. Porém, com a difusão do Unicode, que suporta símbolos do IPA, diminui a necessidade de outro sistema legível por computadores que represente o Alfabeto fonético internacional.